# The Shang Grand Tower
The Shang Grand Tower, ook bekend als de Shang Grand Tower en The Shang, is een wolkenkrabber in Makati, Filipijnen. De bouw van de woontoren begon in 2003 en werd in 2006 voltooid door D.M. Consunji, Inc. Op 8 maart 2006 werd het gebouw officieel geopend.

## Ontwerp
The Shang Grand Tower is 180 meter hoog en telt 46 verdiepingen. Het heeft een oppervlakte van ongeveer 71.316 vierkante meter en bevat 250 woningen. Het heeft een in marmer en graniet uitgevoerde lobby en bevat een zwembad van 25 meter, een zonnedek, en een fitness school. Parkeerruimte is te vinden in vier ondergrondse etages en op de 2e tot en met de 4e verdieping. De woontoren is in postmodernistische stijl ontworpen door de P & T Group in samenwerking met Recio+Casas Architects.